# Zilla spinosa
Espèce
Classification phylogénétique
Zilla spinosa est une espèce de plantes du genre Zilla et de la famille des brassicacées.
Elle comprend plusieurs sous-espèces et variétés distinctes :
- Zilla spinosa biparmata ;
- Zilla spinosa costata ;
- Zilla spinosa macroptera ;
- Zilla spinosa microcarpa ;
- Zilla spinosa myagroides ;
- Zilla spinosa spinosa.